# Парентосома

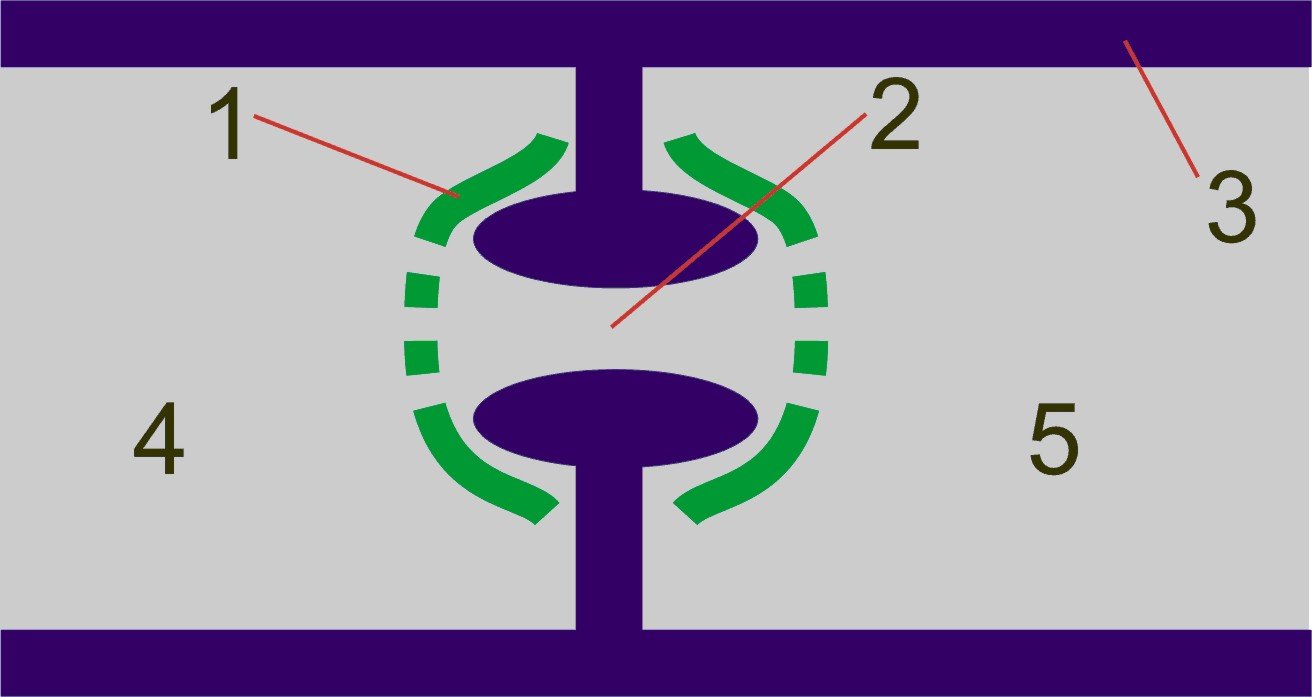
Схема продольного среза септы базидиального гриба. 1 — парентосома, 2 — поровый канал, 3 — клеточная стенка, 4 и 5 — цитоплазмы соседних клеток

Парентосо́ма — мембранный колпачок, часто перфорированный, который прикрывает трубчатое расширение поры в септах базидиомицетов класса Basidiomycetes. 

## Строение
По своей форме на срезе парентосома напоминает круглые скобки (англ. parentheses), отчего и получила такое название. Эта структура расположена с двух сторон долипоровой септы — септы с бочонкообразными утолщениями вокруг поры. Парентосома — многослойная структура, её внутренняя и наружная мембраны образованы мембранами эндоплазматического ретикулума (ЭПР). Поскольку основание парентосомы продолжается в ЭПР, то парентосому можно рассматривать как субдомен ЭПР. Локализация флуоресцентных маркеров ЭПР подтверждает эту гипотезу. Связь парентосом с ЭПР особенно хорошо видна у молодых гиф, тогда как у старых гиф ЭР в районе септы разрушается, и связь с ним утрачивается. Парентосома вблизи места соединения с ЭР не перфорирована. 
Через такие поры миграция крупных клеточных органелл, вроде ядра, затруднена, хотя показана возможность миграции через них митохондрий. Через парентосомы могут проходить разнообразные везикулы. На отдельных стадиях жизненного цикла парентосомы исчезают, и появляется возможность межклеточного обмена органеллами, в том числе миграции ядер. Форма парентосом — важный таксономический критерий, по которому можно отличить отдельные виды грибов.

## Образование
На основании данных электронной микроскопии была предложена следующая модель формирования парентосомы. Согласно этой модели, цистерны ЭПР выстраиваются параллельно септе и сливаются, формируя структуру неопределённого размера. Далее эта структура превращается в две парентосомы, которые остаются привязанными к септе и располагаются около долипорового утолщения. Считается, что формирование парентосомы происходит на финальной стадии образования септы.

## Типы
Существует три вида парентосом: везикулярные, неперфорированные и перфорированные.
- Везикулярные (трубчатые или саккулярные) парентосомы имеются у трёмелловых грибов порядка Tremellales. Они представляют собой группу везикул или трубочек, окружающих пору в виде полусферы[2].
- Неперфорированные парентосомы характерны для представителей порядков дакримицеты (Dacrymycetales) и Auriculariales. Они состоят из слегка приплюснутых закрытых мембранных элементов. В некоторых случаях неперфорированные парентосомы имеют неравномерную толщину, истончаясь к центру, иногда в центре мембраны имеется мельчайшая пора. Ширина неперфорированной парентосомы обычно составляет 270—800 нм[2].
- Перфорированные парентосомы имеется у многих базидиальных грибов. Они могут иметь много мелких перфораций, как у щелелистника обыкновенного (Schizophyllum commune), или несколько более крупных перфораций, подобно Rhizoctonia solani[англ.]. У Schizophyllum commune диаметр парентосомы составляет 450—600 нм, перфорации достигают 100 нм. У Rhizoctonia solani парентосома диаметром 1600—2000 нм содержит от 3 до 5 перфораций диаметром 800 нм. Обычно на верхушке парентосомы перфорации крупнее, чем у основания. Иногда в непосредственной близости от перфорированной парентосомы лежит особая структура — шапочка, представляющая собой цистерну ЭР. Шапочка встречается у агарикоидных грибов, например, шампиньона двуспорового (Agaricus bisporus), Coprinopsis cinerea и агроцибе ранней (Agrocybe praecox). Наличие или отсутствие шапочки зависит от стадии развития гифы[3].